# Haliclona latisigmae
Haliclona latisigmae är en svampdjursart som först beskrevs av Boury-Esnault och Van Beveren 1982.  Haliclona latisigmae ingår i släktet Haliclona och familjen Chalinidae.
Artens utbredningsområde är Kerguelen. Inga underarter finns listade i Catalogue of Life.